# Distributeur de boissons mystérieux de Capitol Hill
 (janvier 2022).
Le distributeur de boissons mystérieux de Capitol Hill est un ancien distributeur automatique de sodas situé à Capitol Hill, un quartier de Seattle. Il a fonctionné depuis au moins le début des années 1990 jusqu'à sa disparition en 2018. L'identité de celui ou celle qui remplissait la machine reste inconnue,.

## Description

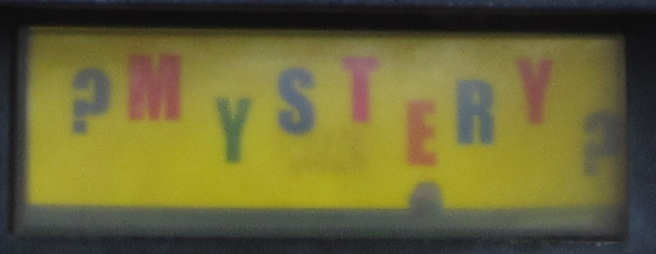
Un des boutons ? mystère ?.

Une boisson pouvait être choisie en utilisant l'un des boutons sur lesquels étaient écrit « ? mystère ? ». Les boissons distribuées étaient des canettes rares qui n'étaient généralement pas disponibles aux États-Unis ou qui n'étaient plus en circulation depuis les années 1980, comme Mountain Dew White Out, un Nestea Brisk à la framboise ou un Fanta au raisin. Selon les rumeurs, d'autres boissons auraient été disponibles comme des Coca-Cola Vanille, des Black Cherry Frescas et des Sunkist Cherry Limeade. 
Le serrurier de l'entreprise devant laquelle se trouvait la machine affirme ne pas savoir qui l'a opérée pendant toutes ces années.

## Histoire
En janvier 2018, lorsque Seattle adopte sa taxe sur les boissons sucrées, la machine augmente le prix de la cannette de 0,75 $ à 1,00 $.   
En juin 2018, la machine disparaît mystérieusement,. Un message est posté sur sa page Facebook indiquant « Je vais me promener, j'ai besoin de temps pour moi. Peut-être même prendre une douche. ». Une note est aussi collée à l'endroit où se trouvait la machine : « Je suis allée me promener ». Plus tard, sa page Facebook présente des images retouchées humoristiques de la machine à soda dans une forêt ou encore au Machu Picchu.
La machine est brièvement réapparue dans la ville voisine de Shoreline en octobre 2022. Elle a de nouveau disparu en décembre de la même année.